# 1372
Il 1372 (MCCCLXXII in numeri romani) è un anno bisestile del XIV secolo.

## Eventi
- Federico IV di Sicilia e Giovanna I di Napoli firmano il Trattato di Avignone, che pone fine alle guerre del Vespro, iniziate con i Vespri siciliani del 1282.

## Nati
- 18 febbraio - Ibn Hajar al-'Asqalani, giurista arabo († 1449)
- 13 marzo - Luigi I di Valois-Orléans, cavaliere medievale francese († 1407)
- Archibald Douglas, IV conte di Douglas, nobile e militare scozzese († 1424)
- Elena Dragaš, imperatrice bizantina († 1450)
- Beatrice del Portogallo, sovrana portoghese
- Giovanni da Imola, giurista italiano († 1436)
- Paolo Guinigi, politico italiano († 1432)
- Pietro Loredan, militare e politico italiano († 1438)
- Olivera Despina, principessa serba († 1444)
- Tebaldo Sessi, vescovo cattolico e giurista italiano († 1439)
- Palla Strozzi, banchiere, politico e letterato italiano († 1462)
- Giovanni Toscani, pittore italiano († 1430)
- Lucia Visconti († 1424)
- Andrea de' Pazzi, politico italiano († 1445)

## Morti
- 11 gennaio - Eleonora di Lancaster, nobile inglese (n. 1318)
- 9 febbraio - Guglielmo III di Ross, nobile scozzese
- 6 marzo - Jean Le Fèvre, cardinale e vescovo cattolico francese
- 19 marzo - Giovanni II del Monferrato, marchese (n. 1321)
- 21 aprile - Giovanni Saziari, religioso italiano (n. 1327)
- 24 maggio - Smeduccio I Smeducci, condottiero italiano
- 30 giugno - Francesco Querini, patriarca cattolico italiano
- 17 luglio - Malatesta Ungaro, generale italiano (n. 1327)
- 27 agosto - Filippo di Cabassole, cardinale e patriarca cattolico francese (n. 1305)
- 31 agosto - Ralph Stafford, I conte di Stafford, nobile e militare inglese (n. 1301)
- 11 settembre - Isabella di Valois, principessa francese (n. 1348)
- 12 novembre - Luigi di Beaumont, principe e conte (n. 1341)
- 20 novembre - Elisabetta da Comyn, nobile inglese (n. 1299)
- Azzo Alidosi, nobile e condottiero italiano
- Andrea II Muzaka, nobile albanese (n. 1318)
- Beatrice di Cardona, nobile
- Jacopino da Carrara, nobile italiano
- Ermanno VI di Weimar-Orlamünde, nobile tedesco
- Giacomo da Cerreto, vescovo cattolico italiano
- Tommasina Gonzaga, nobildonna italiana
- Luigi II di Blois-Châtillon, nobile
- Shi Nai'an, scrittore cinese (n. 1296)
- Sofia di Henneberg, nobildonna tedesca

## Calendario
| Calendario 1372 | Calendario 1372 | Calendario 1372 | Calendario 1372 | Calendario 1372 | Calendario 1372 | Calendario 1372 | Calendario 1372 | Calendario 1372 | Calendario 1372 | Calendario 1372 | Calendario 1372 | Calendario 1372 | Calendario 1372 | Calendario 1372 | Calendario 1372 | Calendario 1372 | Calendario 1372 | Calendario 1372 | Calendario 1372 | Calendario 1372 | Calendario 1372 | Calendario 1372 | Calendario 1372 | Calendario 1372 | Calendario 1372 | Calendario 1372 | Calendario 1372 | Calendario 1372 | Calendario 1372 | Calendario 1372 | Calendario 1372 | Calendario 1372 |
| --------------- | --------------- | --------------- | --------------- | --------------- | --------------- | --------------- | --------------- | --------------- | --------------- | --------------- | --------------- | --------------- | --------------- | --------------- | --------------- | --------------- | --------------- | --------------- | --------------- | --------------- | --------------- | --------------- | --------------- | --------------- | --------------- | --------------- | --------------- | --------------- | --------------- | --------------- | --------------- | --------------- |
|                 | 1               | 2               | 3               | 4               | 5               | 6               | 7               | 8               | 9               | 10              | 11              | 12              | 13              | 14              | 15              | 16              | 17              | 18              | 19              | 20              | 21              | 22              | 23              | 24              | 25              | 26              | 27              | 28              | 29              | 30              | 31              |                 |
| Gennaio         | Gi              | Ve              | Sa              | Do              | Lu              | Ma              | Me              | Gi              | Ve              | Sa              | Do              | Lu              | Ma              | Me              | Gi              | Ve              | Sa              | Do              | Lu              | Ma              | Me              | Gi              | Ve              | Sa              | Do              | Lu              | Ma              | Me              | Gi              | Ve              | Sa              |                 |
| Febbraio        | Do              | Lu              | Ma              | Me              | Gi              | Ve              | Sa              | Do              | Lu              | Ma              | Me              | Gi              | Ve              | Sa              | Do              | Lu              | Ma              | Me              | Gi              | Ve              | Sa              | Do              | Lu              | Ma              | Me              | Gi              | Ve              | Sa              | Do              |                 |                 |                 |
| Marzo           | Lu              | Ma              | Me              | Gi              | Ve              | Sa              | Do              | Lu              | Ma              | Me              | Gi              | Ve              | Sa              | Do              | Lu              | Ma              | Me              | Gi              | Ve              | Sa              | Do              | Lu              | Ma              | Me              | Gi              | Ve              | Sa              | Do              | Lu              | Ma              | Me              |                 |
| Aprile          | Gi              | Ve              | Sa              | Do              | Lu              | Ma              | Me              | Gi              | Ve              | Sa              | Do              | Lu              | Ma              | Me              | Gi              | Ve              | Sa              | Do              | Lu              | Ma              | Me              | Gi              | Ve              | Sa              | Do              | Lu              | Ma              | Me              | Gi              | Ve              |                 |                 |
| Maggio          | Sa              | Do              | Lu              | Ma              | Me              | Gi              | Ve              | Sa              | Do              | Lu              | Ma              | Me              | Gi              | Ve              | Sa              | Do              | Lu              | Ma              | Me              | Gi              | Ve              | Sa              | Do              | Lu              | Ma              | Me              | Gi              | Ve              | Sa              | Do              | Lu              |                 |
| Giugno          | Ma              | Me              | Gi              | Ve              | Sa              | Do              | Lu              | Ma              | Me              | Gi              | Ve              | Sa              | Do              | Lu              | Ma              | Me              | Gi              | Ve              | Sa              | Do              | Lu              | Ma              | Me              | Gi              | Ve              | Sa              | Do              | Lu              | Ma              | Me              |                 |                 |
| Luglio          | Gi              | Ve              | Sa              | Do              | Lu              | Ma              | Me              | Gi              | Ve              | Sa              | Do              | Lu              | Ma              | Me              | Gi              | Ve              | Sa              | Do              | Lu              | Ma              | Me              | Gi              | Ve              | Sa              | Do              | Lu              | Ma              | Me              | Gi              | Ve              | Sa              |                 |
| Agosto          | Do              | Lu              | Ma              | Me              | Gi              | Ve              | Sa              | Do              | Lu              | Ma              | Me              | Gi              | Ve              | Sa              | Do              | Lu              | Ma              | Me              | Gi              | Ve              | Sa              | Do              | Lu              | Ma              | Me              | Gi              | Ve              | Sa              | Do              | Lu              | Ma              |                 |
| Settembre       | Me              | Gi              | Ve              | Sa              | Do              | Lu              | Ma              | Me              | Gi              | Ve              | Sa              | Do              | Lu              | Ma              | Me              | Gi              | Ve              | Sa              | Do              | Lu              | Ma              | Me              | Gi              | Ve              | Sa              | Do              | Lu              | Ma              | Me              | Gi              |                 |                 |
| Ottobre         | Ve              | Sa              | Do              | Lu              | Ma              | Me              | Gi              | Ve              | Sa              | Do              | Lu              | Ma              | Me              | Gi              | Ve              | Sa              | Do              | Lu              | Ma              | Me              | Gi              | Ve              | Sa              | Do              | Lu              | Ma              | Me              | Gi              | Ve              | Sa              | Do              |                 |
| Novembre        | Lu              | Ma              | Me              | Gi              | Ve              | Sa              | Do              | Lu              | Ma              | Me              | Gi              | Ve              | Sa              | Do              | Lu              | Ma              | Me              | Gi              | Ve              | Sa              | Do              | Lu              | Ma              | Me              | Gi              | Ve              | Sa              | Do              | Lu              | Ma              |                 |                 |
| Dicembre        | Me              | Gi              | Ve              | Sa              | Do              | Lu              | Ma              | Me              | Gi              | Ve              | Sa              | Do              | Lu              | Ma              | Me              | Gi              | Ve              | Sa              | Do              | Lu              | Ma              | Me              | Gi              | Ve              | Sa              | Do              | Lu              | Ma              | Me              | Gi              | Ve              |                 |